# Datation rubidium-strontium
 (octobre 2009).
Si vous disposez d'ouvrages ou d'articles de référence ou si vous connaissez des sites web de qualité traitant du thème abordé ici, merci de compléter l'article en donnant les références utiles à sa vérifiabilité et en les liant à la section « Notes et références ».
 (octobre 2009).
La forme ressemble trop à un extrait de cours et nécessite une réécriture afin de correspondre aux standards de Wikipédia.
La datation rubidium-strontium est une technique de datation radiométrique de la formation d'une roche basée sur la mesure de la présence du rubidium et de strontium dans la roche.

## Description de la technique

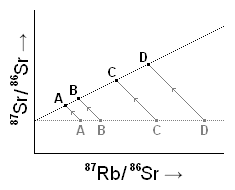
Diagramme isochrone.

Le rubidium (Rb) et le strontium (Sr) sont deux éléments chimiques existant le plus souvent à l'état de traces dans les roches. Ils se substituent en partie au potassium pour le rubidium et au calcium pour le strontium. Ainsi les minéraux riches en potassium sont généralement riches en rubidium et ceux riches en calcium présentent souvent des teneurs élevées en strontium. Il arrive que le strontium soit un élément majeur de certains minéraux, c'est le cas notamment du carbonate de strontium de formule SrCO3 (strontianite) ou du sulfate de strontium SrSO4 (célestite).
Ces deux éléments existent dans la nature sous la forme de plusieurs isotopes, deux pour le rubidium, 85Rb  et 87Rb et quatre pour le strontium, 84Sr, 86Sr, 87Sr et 88Sr. Seul l'un d'entre eux, le 87Rb, est radioactif. Il se désintègre en 87Sr qui, lui, est un isotope stable du strontium comme le sont, d'ailleurs, les trois autres. Cette désintégration, un pour un, aboutit à l'émission d'un électron ; c'est donc une radioactivité dite « β− » que l'on peut schématiser par :
{\displaystyle {}_{\rm {Z}}^{\rm {A}}{\rm {{M}\longrightarrow {}_{\rm {Z+1}}^{\rm {A}}{\rm {{M'}^{+}+e^{-}+{\bar {\nu }}_{e}+\mathbf {Q} }}}}}
{\displaystyle {}_{37}^{87}{\rm {{Rb}\longrightarrow {}_{38}^{87}{\rm {{Sr}^{+}+e^{-}+{\bar {\nu }}_{e}+\mathbf {Q} }}}}}
87Rb et 87Sr sont deux isobares, c'est-à-dire deux espèces atomiques ayant le même nombre de masse mais différant par leurs nombres de protons. Cela pose un problème en spectrométrie de masse car les spectromètres de masse utilisés pour la mesure des rapports isotopiques du Sr ont généralement une faible résolution (300-400), ce qui ne permet pas de séparer 87Rb de 87Sr. Il est donc indispensable de séparer les deux éléments avant la mesure au spectromètre de masse. Comme dans le cas de la méthode de datation samarium-néodyme (Sm-Nd) il est généralement nécessaire de dissoudre les échantillons afin de procéder à la séparation du rubidium et du strontium par chromatographie ionique. Cette étape est réalisée en salle blanche afin de limiter la contamination de l'échantillon.
L'apparition récente des spectromètres de masse à source plasma couplés à un laser (LA-MC-ICPMS, Laser Ablation Multicollector Inductively Coupled Plasma Mass Spectrometer) permet maintenant de réaliser certaines mesures in-situ sur une section polie de roche, évitant donc la phase complexe de dissolution-séparation chimique, mais cette méthode est encore expérimentale pour le Rb-Sr.
Un certain nombre de conditions doivent être réunies pour que la méthode Rb-Sr soit applicable, notamment :
- l'ensemble des roches ou des minéraux analysés doit avoir cristallisé à partir d'une source commune de strontium, c’est-à-dire que les rapports initiaux 87Sr/86Sr sont égaux.
- le système doit être resté clos depuis sa formation, c’est-à-dire qu'il n'a pas perdu ou gagné de rubidium ou de strontium. Ces échanges sont possibles par exemple si la roche est traversée par des fluides, lorsqu'elle est soumise à un épisode métamorphique, ou encore par altération en surface.

À la fin de la cristallisation d'une roche magmatique, chaque minéral la constituant a intégré des quantités initiales différentes des quatre isotopes du strontium et des deux du rubidium.
Le strontium 87 présent aujourd'hui dans une roche est donc la somme du strontium 87 présent à l'origine, à la formation de la roche et du strontium 87 produit par la désintégration du rubidium 87. Nous pouvons écrire de façon synthétique :
{\displaystyle {}^{87}{\rm {{Sr}{}_{actuel}={}^{87}{\rm {{Sr}{}_{initial}+{}^{87}{\rm {Sr}}}}}}}
Lorsqu'un isotope radioactif se désintègre, la variation de cet isotope suit une fonction du temps N(t) qui obéit à la loi {\displaystyle N'(t)=-\lambda N(t)\,}. Cette équation différentielle a pour solution les fonctions du type {\displaystyle N(t)=N_{0}e^{-\lambda t}\,}.
{\displaystyle \lambda \,} est appelée « constante de désintégration ». Elle est liée à une autre constante caractéristique de cette désintégration, {\displaystyle T}, appelée « demi-vie », temps au bout duquel il ne reste plus que la moitié de l'isotope présent au départ.
Nous avons donc : {\displaystyle {\frac {N_{0}}{2}}=N_{0}e^{-\lambda T}} d'où {\displaystyle \lambda ={\frac {ln(2)}{T}}}.
Pour le (87Rb / 87Sr), {\displaystyle T} vaut environ 49 milliards d'années et donc {\displaystyle \lambda =} 1,397 × 10−11 an−1.
Or, la désintégration partielle de 87Rbinitial se traduit par la différence : 87Rbinitial - 87Rbactuel et comme  87Rbactuel = 87Rbinitiale-λt qui devient 87Rbinitial = 87Rbactueleλt, nous avons :
{\displaystyle {}^{87}\!Rb_{initial}-{}^{87}\!Rb_{actuel}={}^{87}\!Rb_{actuel}(e^{\lambda t}-1)}
L'équation devient ainsi : 
{\displaystyle {}^{87}\!Sr_{actuel}={}^{87}\!Sr_{initial}+{}^{87}\!Rb_{actuel}(e^{\lambda t}-1)}
Le problème est que nous sommes en face de deux inconnues : 87Srinitial et t ; or, nous n'avons qu'une équation...
Ce problème va être habilement résolu en sachant que le rapport isotopique 87Srinitial / 86Srinitial est constant dans tous les minéraux d'une même roche (il n'y a pas de ségrégation des isotopes lourds), et que la quantité d'isotope 86Sr (isotope stable) ne varie pas au cours du temps.
En divisant l'équation ci-dessus par 86Sractuel qui est d'ailleurs égal à 86Srinitial , nous obtenons :
{\displaystyle {\frac {{}^{87}\!Sr_{actuel}}{{}^{86}\!Sr_{actuel}}}={\frac {{}^{87}\!Sr_{initial}}{{}^{86}\!Sr_{initial}}}+({\frac {{}^{87}\!Rb_{actuel}}{{}^{86}\!Sr_{actuel}}})(e^{\lambda t}-1)}
Deux minéraux issus du même magma présenteront un même rapport initial {\displaystyle {\frac {{}^{87}\!Sr_{initial}}{{}^{86}\!Sr_{initial}}}}l mais des rapports  {\displaystyle {\frac {{}^{87}\!Sr_{actuel}}{{}^{86}\!Sr_{actuel}}}}
et {\displaystyle {\frac {{}^{87}\!Rb_{actuel}}{{}^{86}\!Sr_{actuel}}}} différents.
Nous aurons alors deux inconnues mais aussi ici, dans ce cas, deux équations...
Il faut alors :
- mesurer les concentrations du rubidium et du strontium dans la roche totale et/ou des minéraux séparés (muscovite, biotite...) ce qui peut être réalisé de différentes manières.  La méthode généralement considérée la plus fiable est la mesure des concentrations du rubidium et du strontium par dilution isotopique. Dans le cas du strontium si le traceur utilisé pour la mesure de dilution isotopique est enrichi en 84Sr et bien calibré, une seule mesure au spectromètre de masse permet d'obtenir la mesure du rapport 87Sr/86Sr et la teneur en Sr de l'échantillon.
- mesurer la composition isotopique du strontium dans la(les) roche(s) totale(s) et les fractions minérales
- de placer ensuite sur l'axe des abscisses les valeurs des rapports 87Rbactuel / 86Sractuel et de placer sur l'axe des ordonnées les valeurs des rapports 87Sractuel / 86Sractuel correspondants,
- de dégager la droite de tendance qui se dégage du nuage de points,
- d'en calculer la pente "p"
- et enfin d'en déduire l'âge des roches par l'équation {\displaystyle t={ln(p+1)}/\lambda }.